# Eunice Muñoz

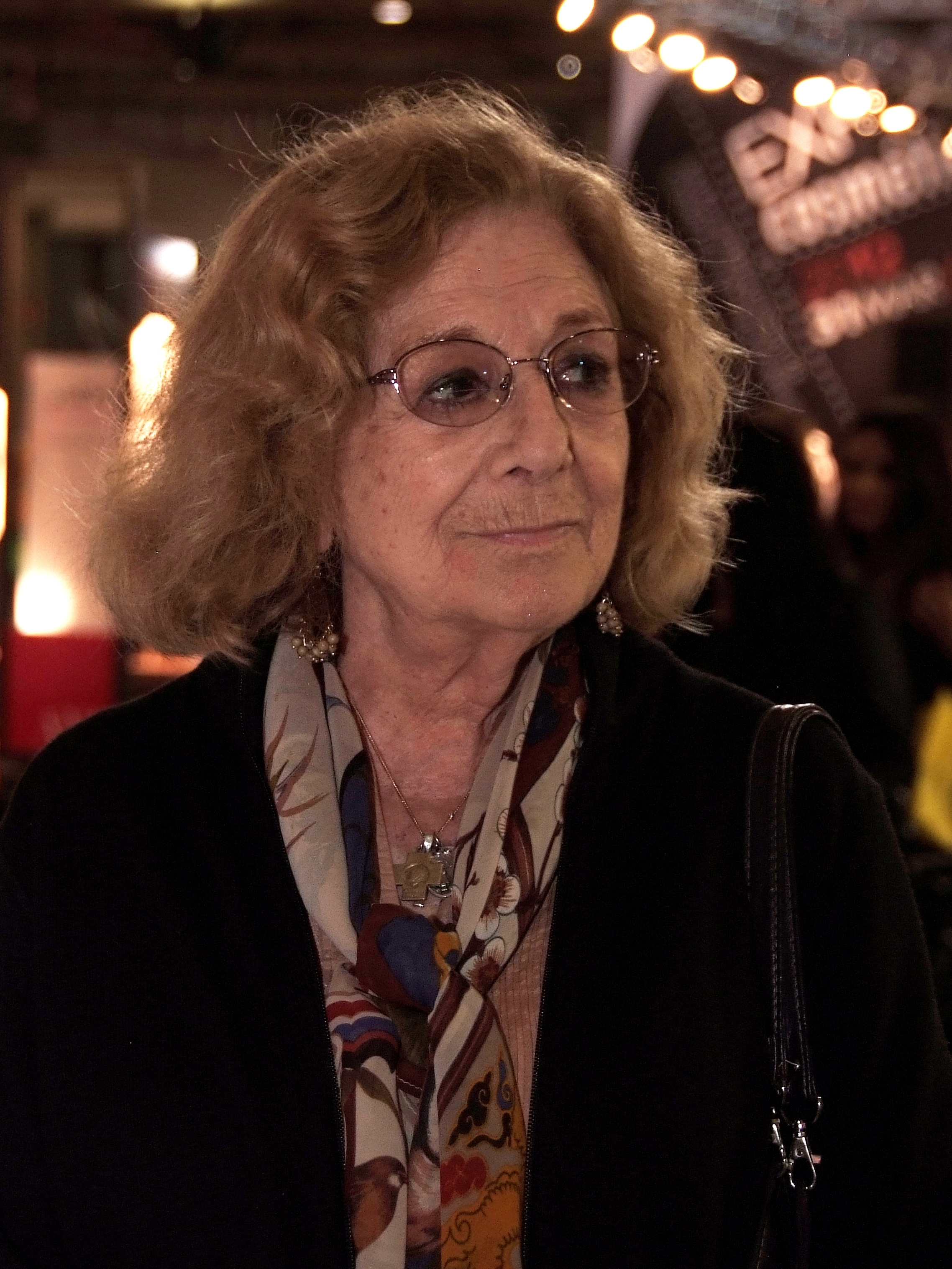
Eunice Muñoz im Jahre 2012.

Eunice do Carmo Muñoz (* 30. Juli 1928 in Amareleja; † 15. April 2022 in Lissabon) war eine portugiesische Schauspielerin.

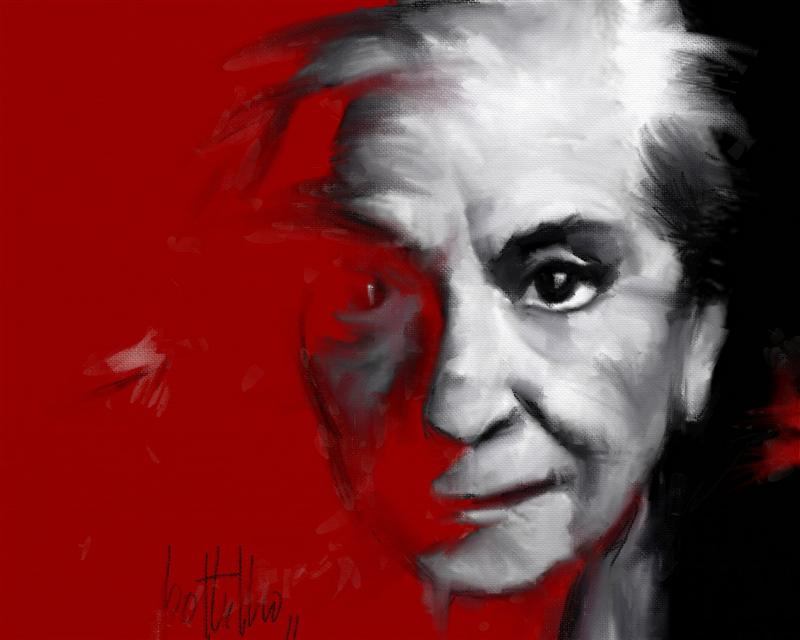
Eunice Muñoz

## Leben
Ihre Familie betrieb ein Wandertheater im Ribatejo und Alentejo, daher stand sie bereits im Alter von fünf Jahren erstmals auf der Bühne. Mit elf Jahren zog sie mit ihren Eltern nach Lissabon und bekam dort zwei Jahre später am Teatro Nacional D. Maria II (1941 in Vendaval von Virgínia Vitorino) ihr erstes Engagement. Während sie am Nationalkonservatorium ein Theaterstudium absolvierte, spielte sie weiter Theater. Noch vor ihrem 18. Geburtstag hatte sie ihre erste nennenswerte Filmrolle in José Leitão de Barros’ Film über Portugals Nationaldichter Luís de Camões. Hierfür erhielt sie die Auszeichnung als „Beste Schauspielerin“ des Jahres 1946 in Portugal.
Neben einem Auftritt im populären Revuetheater der Zeit (in Ninotschka, an der Seite von Vasco Santana) spielte sie weiter Theater, u. a. in Stücken von Júlio Dantas, Molière, und Gil Vicente. 1952 zog sie sich vom Theater zurück und nahm eine Anstellung als Verkäuferin an. 1955 kehrte sie auf die Bühne zurück, im Stück Joana d’Arc (Jeanne oder Die Lerche, von Jean Anouilh) am Teatro Avenida. Ihre Darstellung der Jeanne d’Arc gilt Kritikern als ein Höhepunkt ihrer Karriere. Es folgten bis 1959 weitere Auftritte am Teatro Avenida.
In den 1960er bis 1970er Jahren stand sie neben ernsthaften Rollen auch für das Boulevardtheater auf der Bühne. Sie spielte auch in einigen Filmen mit, ohne eine zu ihren Theaterrollen vergleichbare Aufmerksamkeit zu erreichen. Am neugegründeten Teatro Villaret, von Raul Solnado, erhielt sie die damals höchste, jemals an eine Schauspielerin (in Portugal) gezahlte Gage von monatlich 30.000 Escudos. Mit José de Castro gründete sie 1970 eine eigene Theatergruppe (Companhia Somos Dois, „Compagnie Wir sind zu zweit“), mit der sie ausgedehnte Gastspielreisen in den damaligen portugiesischen Kolonien von Angola und Mosambik unternahm. Nach der Nelkenrevolution 1974 pausierte sie, bevor sie sich dem 1978 neugegründeten Ensemble des Teatro Nacional D. Maria II anschloss. Von einem Auftritt am Teatro da Cornucópia (in Der Park, von Botho Strauß) abgesehen, spielte sie in den folgenden Jahren ausschließlich dort. Für ihre Rolle im Film Versunkener Morgen (1980) erhielt sie erstmals auch Anerkennung der Filmkritik.
Anfang der 90er Jahre wurde sie mehrfach geehrt, so durch die Ehrenmedaille der Stadt Lissabon in Gold, die Kultur-Verdienstmedaille des Staates und eine ihr gewidmete Ausstellung im Theatermuseum. In den folgenden Jahren erfuhr sie breite Aufmerksamkeit, sowohl für ihre Rezitationen (u. a. zwei Werke von Fernando Arrabal, 1997 im Centro Cultural de Belém), als auch für ihre zahlreichen Rollen in Stücken von Lídia Jorge, Jean-Paul Sartre, Agustina Bessa-Luís und Athol Fugard. Ihre Auftritte im Film blieben selten und ohne größere Bedeutung. Sie wandte sich nun zunehmend dem Fernsehen zu und übernahm zur Überraschung der Kritik zahlreiche Rollen in Telenovelas an.
Eunice Muñoz gilt als eine der bedeutendsten Schauspielerinnen Portugals. Die Stadt Oeiras benannte das städtische Veranstaltungszentrum nach ihr und 2008 erhielt sie den Globo de Ouro für ihr Lebenswerk. Zu ihrem 70. Bühnenjubiläum wurde sie von Staatspräsident Aníbal Cavaco Silva, anlässlich der Premiere des auch vom Fernsehen ausgestrahlten Stückes O Cerco a Leningrado („Die Einkesselung von Leningrad“, von José Sanchis Sinisterra), mit dem Großkreuz des Ordens des Infanten Dom Henrique ausgezeichnet.

## Filmografie
- 1943: O Costa do Castelo; R: Arthur Duarte (nicht im Abspann)
- 1946: Camões; R: José Leitão de Barros
- 1946: Um Homem do Ribatejo; R: Henrique Campos
- 1947: Os Vizinhos do Rés-do-Chão; R: Alejandro Perla
- 1949: A Morgadinha dos Canaviais; R: Caetano Bonucci, Amadeu Ferrari
- 1949: Ribatejo; R: Henrique Campos
- 1950: Cantiga da Rua; R: Henrique Campos
- 1957: A Continuação da Comédia (TV); R: Artur Ramos
- 1959: O Grande Teatro do Mundo (TV, Sprechrolle); R: Artur Ramos
- 1960: O Cão do Jardineiro (TV); R: Artur Ramos
- 1962: Cenas da Vida de Uma Actriz (TV-Serie)
- 1962: A Dama das Camélias (TV); R: Nuno Fradique
- 1963: O Adorável Mentiroso (TV), R: Luís Sttau Monteiro
- 1964: Os Anjos Não Dormem (TV)
- 1964: A Recompensa (TV); R: Ruy Ferrão
- 1965: O Trigo e o Joio; R: Manuel Guimarães
- 1976: O Ser Sepulto (TV); R: Adriano Nazareth Jr.
- 1980: Versunkener Morgen (Manhã Submersa), R: Lauro António
- 1981: Xarope de Orgiata (TV); R: Correia Alves
- 1985: Arroz Doce (TV-Serie)
- 1987: Mãe Coragem e os Seus Filhos (TV); R: João Lourenço (geb.1944)
- 1987: Repórter X; R: José Nascimento
- 1988: Matar Saudades; R: Fernando Lopes
- 1988: Baton (TV); R: Artur Ramos
- 1988: Harte Zeiten für unsere Zeiten (Tempos Dificeis); R: João Botelho
- 1989: Luísa e os Outros (TV); R: Alfredo Tropa
- 1990: A Morgadinha dos Canaviais (TV-Mehrteiler)
- 1992: Passa Por Mim no Rossio (TV); R: Fernando Ávila
- 1993: A Banqueira do Povo (TV-Serie)
- 1993–1996: Nico d’Obra (TV-Serie)
- 1994: O Tempo e o Quarto (TV); R: João Lourenço (geb.1944), Vera San Payo de Lemos
- 1995: Tordesilhas – O Sonho do Rei (TV); R: Walter Avancini
- 1996: A Fachada; R: Júlio Alves
- 1998: Rei Lear (TV)
- 1999–2000: Todo o Tempo do Mundo (TV-Serie)
- 2000: Almeida Garrett (TV-Mehrteiler)
- 2001: Porto dos Milagres (TV-Serie)
- 2001: Olhos de Água (TV-Serie)
- 2002: Sonhos Traídos (TV-Serie)
- 2003: Coração Malandro (TV-Serie)
- 2004–2005: Mistura Fina (TV-Serie)
- 2005: Dei-te Quase Tudo (TV-Serie)
- 2007: Ilha dos Amores (TV-Serie)
- 2008: Entre os Dedos; R: Tiago Guedes, Frederico Serra
- 2008–2009: Olhos nos Olhos (TV-Serie)
- 2009: Equador (TV-Serie)
- 2010–2011: Mar de Paixão (TV-Serie)
- 2012: O Cerco a Leningrado (TV); R: Celso Cleto
- 2012: A Casa das Mulheres (TV); R: João Cayatte